# Остра-Гура (Тынец)
О́стра-Гу́ра (пол. Ostra Góra) — холм в Кракове, находящийся на территории Белянско-Тынецкого ландшафтного парка в административном районе Дзельница VIII Дембники. Высота холма составляет 284 метра над уровнем моры. На востоке Остра-Гура граничит с холмом Пустельник.

## Туризм
Через холм проходит туристический маршрут с началом в бенедиктинском аббатстве в Тыньце через холм Дужа-Ководжа, заповедник Сколчанка, холм Гродзиско и далее — берегом Вислы обратно до Бенедиктинского аббатства.